# آنتونیو مارتینس
آنتونیو مارتینس (به پرتغالی: Antônio Martins) یکی از شهرستان های برزیل است که در ریو گرانده شمالی واقع شده‌است.